# Английска революция
Английската революция, наричана в англоезичната литература Английска гражданска война (на английски: English Civil War), е поредица от политически конфликти и въоръжени сблъсъци в Англия между привържениците на краля на Англия Чарлз I и Парламента на Англия, подкрепен от новосъздадена армия, придружени с религиозна война, които продължават от 1642 до 1651 г.
Революцията завършва с успех на парламентаристите, като в хода на войната крал Чарлз I е екзекутиран, а синът му Чарлз II е изпратен в изгнание. Установява се Английската република (Английска общност) (1649 – 1653), а след това Протекторатът (1653 – 1659) – диктатура на Оливър Кромуел.
Някои историци разграничават три периода на гражданската война: първата (1642 – 46) и втората гражданска война (1648 – 1649) противопоставят роялистите на привържениците на Дългия парламент, докато в третата гражданска война (1649 – 1651) тези, които искат да възстановят монархията като върнат Чарлз II, се сражават с подкрепящите парламента, останал само с част от депутатите (Rump Parliament). Гражданската война приключва с победа на парламентаристите в битката при Устър (Battle of Worcester) на 3 септември 1651 г.
Макар че се нарича „Английска“, в гражданската война присъства и елемент на национална борба поради военните действия между англичани, шотландци и ирландци, макар и той да играе второстепенна роля.
В резултат от войната се установява конституционният принцип, че монархът не може да управлява без съгласието на парламента, който е затвърден по-късно чрез Закон за правата от 1689 г., приет по времето на Славната революция. Така се извършва преход от абсолютна монархия към конституционна монархия, при която властта на краля е ограничена от властта на парламента, а гражданските свободи са гарантирани.
Революцията открива пътя към индустриалната революция в Англия и към нейното капиталистическо развитие. Епископатът в държавната църква е премахнат и в нея надделяват презвитерианите.

## Предистория
По време на управлението на Елизабет I (1558 – 1603) непрекъснатата опасност от страна на Испания прави абсолютизма необходим и англичаните го приемат. Но когато започва да управлява Джеймс I, тази опасност е преминала, Англия е в добри отношения с Франция и от чужбина няма сериозна заплаха. С възкачването си на престола Джеймс I обединява двете кралства Англия и Шотландия в лична уния и мечтае да присъедини към тях и Ирландия. Неговият син и следващ крал Чарлз I иска същото и споделя позицията на баща си за абсолютната монархия – кралят е наместник на бога, който е избран да управлява на земята „по божия милост“. В същото време още от времената на Елизабет английският парламент започва да губи влияние (по времето на Джеймс I кралят увеличава данъци без да иска разрешението му). Много от членовете на парламента се отнасят негативно към идеята за обединение, като се опасяват, че то може да унищожи старите английски традиции.
Конфликтът между крал и парламент се разгаря с нова сила при възкачването на Чарлз I на престола. През първите пет години от управлението си кралят свиква и разпуска парламента три пъти. След това се опитва да управлява без него и успява да го прави в продължение на 11 години. В желанието си да подобри икономическото положение и преди всичко да напълни хазната кралят възражда няколко стари феодални закона. Той финансира управлението си чрез продажба на търговски монополи и възстановява и старото облагане с такса, която се иска от морските градове, за това че допускат военни кораби в своите пристанища – т.нар. „корабни пари“ (на английски: Ship-Money), което предизвиква силно негодувание. С женитбата си за сестрата на Луи XIII – Хенриета, която е католичка, кралят още повече се конфронтира с парламента.

### Религиозен разкол
След убийството на Бъкингамския херцог, главен кралски съветник става Уилям Лод (на английски: William Laud), архиепископ на Кентърбъри. Лод счита, че кралят управлява „по божия милост“, а тези, които не вярват в божественността на краля, Лод нарича лоши християни. Той агресивно атакува презвитерианите и иска да наложи навсякъде англиканството. Църквата поддържа архиепископа, за разлика от пуританите, които не са съгласни с политиката на Уилям Лод. Ожесточените църковни борби водят до свалянето на Лод от поста, обвинение в предателство през 1645 и екзекуцията му.
В годините на управление на Мария I Тюдор (1553 – 1558) много протестанти заминават в изгнание поради гоненията срещу тях. Когато на престола се качва Елизабет I, те се завръщат в Англия след като са се запознали с идеите на калвинизма и Реформацията. Те са огорчени от положението в страната и от това, че Църквата запазва твърде много от католицизма. Пуританите са течение на протестантството, което желае да изчисти изцяло английската църква от католическите традиции.
В парламента пуританите се разделят на две: презвитериани и конгрегационалисти (индепенденти – на английски: independents). Презвитерианите са шотландската протестантска деноминация. Докато в Англия католицизмът е отхвърлен от Хенри VIII по политически причини и в Англиканската църква се запазва немалка част от характера му, то Реформацията в Шотландия е далеч по-радикална под водачеството на Джон Нокс. Прекарвайки известно време в Женева, той се утвърждава като близък последовател и сподвижник на Жан Калвин. Със завръщането си в Шотландия той следва калвинистката религиозна доктрина и така се формира Презвитерианството. Членовете на тази деноминация искат премахване на свещениците, а начело на общините да се поставят избираеми презвитери, които да се отчитат на общото събрание. Те намират съмишленици в лицето на пуританите – самите те възприели голяма част от идеите на Жан Калвин. Индепендентите достигат още по-далеч от презвитерианите. Те са против всяка църковна йерархия. Формират революционна партия и се борят за ограничаване на властта на монарха. Лидер на Индепендентите става Оливър Кромуел.

### Шотландско въстание
С настояването си за ползване единствено на английския Общ молитвеник Лод настройва срещу Англия и презвитерианите в Шотландия. Разгневените шотландски презвитериани се вдигат в защита на своята религия и са подкрепени от шотландския парламент. През 1639 г. шотландската армия тръгва към Лондон в т.нар. Епископска война (на английски: Bishop's Wars). По това време Чарлз не може да събере силна армия, за да даде отпор на шотландците. Той е принуден да се съгласи да не се намесва в религиозните дела на Шотландия, а също и да заплати военните разходи.

### Дългият парламент
Тъй като кралят не разполага с необходимите средства, за да заплати на шотландците, той решава да се обърне за помощ към парламента. Парламентът, свикан през 1640 г., заседава в продължение на 13 години, за което получава названието „Дългият парламент“. Този парламент е твърдо решен да ограничи властта на монарха. Под предводителството на Джон Пим е създаден закон, според който парламентът трябва да бъде свикван задължително на всеки три години и кралят се лишава от правото да разпуска парламента. Въведени са и редица закони, непозволяващи на монарха самостоятелно да увеличава данъците.
Разгневеният Чарлз I решава, че трябва да нанесе ответен удар. На 4 януари 1642 г. той заповядва ареста на петима от членовете на Камарата на общините и пуритани Джон Пим, Артър Хаселриг, Джон Хампден, Дензъл Олес и Уилям Строд по обвинение, че са подстрекавали шотландците да започнат войната. Всички петима обаче успяват да избягат преди да ги арестуват, а членовете на Парламента вземат решение да сформират собствена армия. След провала на опита за арест, кралят напуска Лондон и се установява в Йорк, където започва да събира армия. Гражданската война става неизбежна.

## Начало на войната
В Лондон около парламента се групират пуританите и всички противници на краля, които Хенриета-Мария иронично нарича „кръглоглави“, тъй като косите им са високо подстригани и къси, за разлика от тогавашната мода на дълги коси сред аристократите. Това са наемници и землячески отряди, които се бият храбро, но само когато военните действия са на територията на техните графства. Те са зле въоръжени и подготвени главно за отбрана. Опитите за преговори с краля се провалят, след като той отклонява изпратения му от парламента документ с 19 предложения. Двете страни усърдно се подготвят за война, като парламентът има влияние в по-развитите икономически графства в Източна и Южна Англия, докато кралят се укрепва на север.
Армията на краля е съставена от представители на висшите съсловия, добре обучени на езда от деца. Това е голямо предимство за краля, под чието командване се събира силна кавалерия. Освен аристократи, сред роялистите има и англикани и католици. За главнокомандващ е назначен племенникът на краля принц Рупърт, който макар и само на 23 години, има опит в сражения на страната на холандците. Рупърт обучава кавалерията на тактиката, която самият той е усвоил в Швеция. Тя се състои от сблъсък с врага в пълен галоп, като конете се движат плътно един до друг до самата среща с врага.
Военните действия започват през есента на 1642 г. с успех за краля в битката за Еджхил. Чарлз превзема Оксфорд и установява там щаба си, за да подготви настъплението към Лондон. През октомври войската на Чарлз (наричани „кавалери“) се насочва към Лондон.

### Оливър Кромуел
В началото на войната парламентарната войска има големи недостатъци. Болшинството войници никога не са воювали и при нападенията на кавалерията на принц Рупърт те често бягат от бойното поле. Командирите от друга страна нямат сериозно намерение да победят краля, защото преценяват конфликта с краля като „конституционен спор“ и поради това не са в състояние да внесат прелом в хода на военните действия. Това обаче успява да направи един от офицерите на парламентарната армия – Оливър Кромуел. Той е член на парламента, без военно образование, но като небогат земевладелец от Кеймбридж разбира от коне и обръща внимание на добрата организация на противника.
Кромуел принадлежи към фанатичните пуритани от индепендетското течение и е убеден, че с една добре дисциплинирана армия, победата над кралската кавалерия е възможна. Той събира около себе си отряд от съмишленици и налага желязна дисциплина в поведението и подготовката им. На 2 юли 1644 г. неговият отряд успява да нанесе поражение на краля в битката при Марстън Мур в Йоркшир. В резултат на тази победа цяла Северна Англия се оказва във властта на парламента.

### Армия от нов тип
По настояване на Кромуел през февруари 1645 г. парламентът взема решение за реорганизиране на армията. Докато в началото на войната войниците са наемани от крупните земевладелци, сега армията става професионална. Реорганизира се и командването, като депутатите, заемащи офицерски постове, се отказват от тях. Единствено изключение е направено за Кромуел, който остава депутат и заместник на командващия генерал Томас Феърфакс.
Тази 22-хилядна армия започва да се нарича Армия от нов тип или Нов модел армия (на английски: New Model Army). Войниците в нея получават необходимата военна подготовка и са дисциплинирани в бой. Докато преди това офицери ставали войниците от по-заможни семейства, в новата армия издигането по служба става в зависимост от заслугите на бойното поле и проявените качества.
Армията от нов тип участва в сражението при Нейзби в Нортхамптъншър на 14 юни 1645 г. и извоюва пълна победа, като пленява най-опитните вражески войници и оръжието и снаряжението на кралската армия. Тази битка се превръща в разгром за роялистите и след нея Чарлз I е принуден да търси спасение при шотландците. Той вече не е в състояние да събере нова войска, с която да се противопостави на парламентарната армия.

## Републиканство в армията
След битката при Нейзби големите сражения приключват и воюващите страни се ориентират към мирни преговори за прекратяване на войната. Те обаче не постигат резултат и през януари 1647 г. Чарлз е предаден на английския парламент. Междувременно Дългият парламент отменя англиканската държавна Църква и я заменя с презвитерианска, отново контролирана от държавата. Тази промяна не се приема добре в армията, където преобладават радикалните пуритани – индепенденти. Те се противопоставят на принудително наложената вяра и апелират за пълна свобода на църковните общини. Обективно в страната се обособяват три политически институции, без чието съгласие приключването на гражданската война е невъзможно: кралят, парламентът и армията.
Докато в парламента по-голямо влияние имат умерените пуритани – презвитериани, то армията се оглавява от индепенденти, които не искат да отстъпят пред краля, ако той не приеме исканията за първостепенна роля на парламента. Най-активно за армията започват да агитират войници, наречени „левелери“ (изравнители). Те се отнасят враждебно към върхушката в парламента, към краля и Камарата на лордовете, настоявайки за еднокамарен парламент, избран на принципа на общо избирателно право за всички мъже. Левелерите са противници на монархията и на аристокрацията и пропагандират установяването на република, основана на принципите на Библията.
В армията настъпва дълбоко разграничаване между левелерите и висшите офицери, които имат съвсем различни идеи за бъдещото развитие на страната. От друга страна в периода между 1646 и 1648 г. разривът между армията и парламента стремително се увеличава, докато в крайна сметка презвитерианите започват тайни преговори с шотландците и останалите роялисти, като се чувстват заедно достатъчно силни да се противопоставят на армията.

## Английска република
През декември 1648 г. от Дългия парламент са прогонени всички умерено настроени депутати – 150 от общо 250 члена на Камарата на общините и този съкратен състав получава името Rump Parliament.
На 26 януари 1649 г. Чарлз I, крал на Англия, Шотландия и Ирландия, е осъден на смърт чрез обезглавяване за „престъпни действия против английския парламент и народа“. Самата екзекуция е след 4 дни. На 17 март парламентът обявява отмяната на английската монархия като „ненужна, обременителна и опасна за благото на народа“. Известно време преди това е разпусната също и Камарата на лордовете.
На 19 май 1649 г. парламентът тържествено приема закон за обявяването на Англия за република, в който се постановява, че страната се управлява от парламента и назначени от него длъжностни лица. Формално като висш орган на властта е обявен Държавен съвет от 41 члена, ежегодно избираем от парламента. Фактическата власт обаче принадлежи на армейската върхушка начело с Оливър Кромуел, подкрепени от радикалните пуритани – индепендентите. Съдебните органи и общото право са запазени.